# Brandon Johnson
Brandon Johnson (Elgin, Illinois, 1976. március 27. –) amerikai tanár, demokrata politikus, 2023-ban választották Chicago polgármesterének.

## Életpályája
Chicago egyik kertvárosában, egy lelkész és asztalos 10 gyermekének egyikeként született.
Diplomáit az Illinois állameli Auora Egyetemen szerezte, az elsőt humán szolgáltatásokból 2004-ben, a másodikat pedig pedagógiából 2007-ben.
2007 előtt politikusok stábjaiban dolgozott – Deborah L. Graham, Illinois állam képviselőjének kabinetfőnöke, valamint Don Harmon, Illinois állam szenátorának kapcsolattartója volt, a szenátor választópolgáraival foglalkozott. Pedagógusi karrierjét Chicago állami iskoláiban kezdte, társadalomtudományt tanított. Elmondása szerint tanárként első kézből látta, ahogy tanulói küszködnek a széleskörű szegénység súlya alatt. Emiatt 2011-ben aktivistaként csatlakozott a chicagói tanárok szakszervezetéhez, 2012-ben részt vett a város tanársztrájkjában, amellyel a szakszervezet 17.6 százalékos béremelést ért el.
2015-ben terepkampányokat folytatott a polgármester-választás alatt, valamint egy sikeres éhségsztrájkban is részt vett, mely egy, a tanulók számának csökkenése miatt bezáró iskola újranyitására irányult. 
2018-ban indította kampányát Cook megye bizottságának tagságáért. A választáson győzedelmeskedett párttagja, Richard Boykin ellen, bár mindössze 437 szavazattal.
A megyei bizottság első körzetének biztosaként segített abban, hogy a korábban letartóztatott egyéneket ne érhesse diszkrimináció, amikor azok lakhatást keresnek, továbbá a kiutasítás előtt állók számára biztosított jogi képviseletet. 2022-ben újraválasztották, ezúttal a szavazatok 92 százalékát szerezte meg a libertárius párt jelöltje, James Humay ellen.
2023-ban indult Chicago polgármesterségéért, és bár az első fordulóban fő ellenfele, a konzervatívabb demokrata jelölt, Paul Vallas nyert, a második fordulót Johnson nyerte, a szavazatok 51.4 százalékát megszerezve.

## Politikája
Johnson politikája progresszív, pártjának baloldalán helyezkedik el. A lakhatást emberi jognak tartja, véleménye szerint amíg mindenkinek tető van a feje fölött, a város közössége is nagyobb biztonságban van. Támogatja a szélesebb körű művészeti oktatást Chicago állami iskoláiban, a magas jövedelműek nagyobb adóztatását, valamint a különböző szolgáltatások jobb elérhetőségét a fogyatékossággal élők számára. Támogatja ezenkívül a nemek közötti, a szexuális egyenlőséget, a reproduktív jogok elérhetőségét, valamint a környezetvédelmet.